# Вонжедур
Вонжеду́р (рос. Вонжедур, марій. Вонжедур) — присілок у складі Моркинського району Марій Ел, Росія. Входить до складу Шалинського сільського поселення.

## Населення
Населення — 114 осіб (2010; 130 у 2002).
Національний склад (станом на 2002 рік):
- лучні марійці — 99 %